# Рождественский переполох
«Рожде́ственский переполо́х» (латыш. Ziemassvētku jampadracis) — художественный фильм режиссёра Вариса Браслы по мотивам рассказа Агнессы Запере «Цирулиши». Снят на ТО «Экран», при финансовом и административном участии латвийских компаний в 1993 году.

## Сюжет
В канун Рождества в многодетной семье Цирулитис всё пошло из рук вон плохо: старший сын получил двойку, собака разорвала воротник на дорогом пальто их гостьи, отец — хороший пианист — получил отказ от места учителя в музыкальной школе и, в довершение всего, хозяин дома грозит выставить их шумное семейство на улицу.
В небольшой город, где жила семья музыканта, приехал с концертом из Риги пианист-виртуоз, сверстник младшего сына Цирулитиса — Янциса. Дети познакомились и сдружились. Итогом их дружбы стало приглашение отчаявшегося Цирулитиса-старшего на должность директора частного музыкального пансиона, открытого на средства богатого отца маленького вундеркинда.

## В ролях
- Янис Паукштелло — Вольдемар Цирулитис
- Даце Эверса — Марта Цирулите
- Эдгар Эглитис — Янцис
- Лига Зостиня — Милда
- Лиене Зостиня — Анна
- Ласма Зостиня — Мария
- Илмар Зостыньш — Вилис
- Нора Бидере — Конкордия
- Каспар Адамсонс — Раймонд
- Индра Бурковска — мать Раймонда
- Юрис Горнавс — отец Раймонда
- Улдис Думпис — Лаймон Скарайнис
- Инара Калнарая — Скарайне
- Роберт Бекерис — Арвис Межакс
- Вилнис Бекерис — отец Арвиса

В эпизодах:
Ю. Хиршс, В. Калме, Л. Криванс, А. Ливмане, Я. Сканис, А. Упениекс, И. Ваздика, У. Ваздикс, Л. Викмане

## Съёмочная группа
- Автор сценария: Алвис Лапиньш
- Режиссёр-постановщик: Варис Брасла
- Оператор-постановщик: Давис Симанис
- Композитор: Мартиньш Браунс
- Художник-постановщик: Иева Романова
- Звукооператор: Айварс Знотиньш
- Режиссёр: Э. Буркевица
- Оператор: В. Емельяновс
- Фотограф: Я. Пилскалнс
- Художник по костюмам: Скайдра Дексне
- Художник-гримёр: Сармите Балоде
- Монтажёр: Зигрида Гейстарте
- Редакторы: Наталья Бастина, Мария Ардаматская
- Мастер по свету: Э. Тромс
- Текст песен: Юрис Брежгис, Мара Залите
- Директора: Вия Миллере, Айва Симане

## Награды
- 1993 — Гран-при «Лукас» МКФ детских фильмов во Франкфурте-на-Майне
- 1994 — Приз за лучшую работу художника, лучшую музыку и приз зрителей НКФ «Большой Кристап»
- 1994 — Приз Христианского жюри и приз Детского жюри за лучший игровой фильм для детей МКФ детских фильмов в Москве
- 1994 — Специальный приз жюри МКФ в Вирсбурге (Германия)